# Tokashiki
Tokashiki (渡嘉敷村?) è un villaggio giapponese della prefettura di Okinawa.
È situato nelle isole Kerama nella Prefettura di Okinawa, in Giappone e comprende 10 isole, di cui solo due, Tokashiki e Maejima sono abitate. Il villaggio fa parte del distretto di Shimajiri. Tokashiki è noto per i suoi coralli, per il mare, la spiaggia e il sole. Dal porto di Tomari a Naha, ci vuole meno di un'ora per raggiungere questa isola.
Il 28 marzo 1945, durante la Seconda Guerra Mondiale, 394 abitanti, in gran parte delle famiglie agricoltori, si sono immolati con le granate dopo l'atterraggio delle truppe americane.

## Geografia
Il villaggio di Tokashiki è composto da 10 isole di varie dimensioni nel centro delle Isole Kerama. Il villaggio si trova a circa 30 chilometri a ovest di Naha, capitale prefetturale di Okinawa. Le isole del villaggio, in particolare l'isola di Tokashiki, sono robuste e montuose.